# Station Spielfeld-Straß
Spielfeld-Straß is een station in Stiermarken in de gemeente Straß in Steiermark. Het station ligt aan de Südbahn en is het grensstation tussen Oostenrijk en Slovenië, de landsgrens ligt ongeveer 2 km ten zuiden van het station. Naast het station van ÖBB staat een kantoor van de SZ die het station als Železniška postaja Špilje in haar handboeken en spoorboekjes heeft opgenomen.